# Lică Movilă
Lică Movilă (n. 21 octombrie 1961 în Brăila, România) este un fost mijlocaș român de fotbal.

## Activitate
- SC Bacău (1978–1982)
- Dinamo București (1983–1988)
- Flacăra Moreni (1988–1989)
- Universitatea Cluj (1989–1990)
- Zimbru Chișinău (1991)
- Hapoel Be'er Sheva (1992)
- România (14 m, 1g – 1983–1987)